# جورج موراي (لاعب كريكت)
جورج موراي (6 نوفمبر 1940 في أستراليا - ) (بالإنجليزية: George Murray)‏ هو لاعب كريكت أسترالي. لعب مع فريق غرب أستراليا للكريكت ‏.

## وصلات خارجية
- جورج موراي على موقع إي آس بي آن كريك إنفو (الإنجليزية)